# Patricia Castex Menier
Patricia Castex Menier, née le 3 avril 1956 à Paris, est une poétesse et romancière française.

## Biographie
Patricia Castex Menier est professeur de français et de latin.
Elle a obtenu en 2006 la Bourse Poncetton pour X fois la nuit.

## Œuvres
Poésie
- L'instinct du tournesol, Les Lieux-dits, 2020
- Miniatures, Éditions Tensing, 2015  (ISBN 978-2-91975-059-7)
- Suites et fugues, Éditions Henry, 2014  (ISBN 978-2-36469-091-2)
- Passage avec les voix, Éditions du cygne, Paris, 2013  (ISBN 978-2-84924-326-8)
- Reconnaissance, Al Manar, 2009  (ISBN 978-2-913896-72-7)
- Quatre saisons en un jour, Coaraze, l'Amourier, 2009  (ISBN 978-2-915120-60-8)
- X fois la nuit, Cheyne, 2006  (ISBN 978-2-84116-113-3)
- Bouge tranquille, Cheyne, 2004  (ISBN 2-84116-088-2)
- Ce que me dit l'ensevelie, Cheyne, 2001  (ISBN 2-84116-055-6)
- Infiniment, demeure, Cheyne, 1992  (ISBN 2-903705-63-1)
- La bien venue, Bruxelles, les Éperonniers, 1990 (ISBN 2-8713-2212-2) édité erroné (BNF 35455458)
- Chemin d'éveil, Cheyne, 1988  (ISBN 2-903705-32-1)
- Lignes de crête, Billère, Éd. de Vallongues, 1987  (ISBN 2-906591-04-1)
- Lies, Bruxelles, Fagne, 1978.
- Flandre, Cholet, L. Dubost, 1975

Romans
- L'éloignée, Nancy, La Dragonne, 2001  (ISBN 2-913465-14-5)